# 2023-as FIFA-klubvilágbajnokság
A 2023-as FIFA-klubvilágbajnokság a klubvilágbajnokság 20. kiírása.  A tornát 2023. december 12–22. között rendezték meg Szaúd-Arábiában. Az utolsó hétcsapatos klubvilágbajnokság, 2025-től 32 csapattal kerül megrendezésre.
A Real Madrid a címvédő, de nem szerepelt a tornán, mert a 2022–2023-as UEFA-bajnokok ligájában csak az elődöntőig jutott.

## Csapatok
| Csapat                           | Szövetség                  | Kvalifikáció módja                              | Dátum                      | Szereplések száma                                               |
| Az elődöntőben csatlakozik       | Az elődöntőben csatlakozik | Az elődöntőben csatlakozik                      | Az elődöntőben csatlakozik | Az elődöntőben csatlakozik                                      |
| -------------------------------- | -------------------------- | ----------------------------------------------- | -------------------------- | --------------------------------------------------------------- |
| Fluminense                       | CONMEBOL                   | A 2023-as Copa Libertadores győztese            | 2023. november 4.          | 1                                                               |
| Manchester City                  | UEFA                       | A 2022–2023-as UEFA-bajnokok ligája győztese    | 2023. június 10.           | 1                                                               |
| A második fordulóban csatlakozik |                            |                                                 |                            |                                                                 |
| Urava Red Diamonds               | AFC                        | A 2022-es AFC-bajnokok ligája győztese          | 2023. február 26.          | 3 (2007, 2017)                                                  |
| el-Ahlí                          | CAF                        | A 2022–2023-as CAF-bajnokok ligája győztese     | 2023. június 11.           | 9 (2005, 2006, 2008, 2012, 2013, 2020, 2021, 2022)              |
| León                             | CONCACAF                   | A 2023-as CONCACAF-bajnokok ligája győztese     | 2023. június 4.            | 1                                                               |
| Az első fordulóban csatlakozik   |                            |                                                 |                            |                                                                 |
| Auckland City                    | OFC                        | A 2023-as OFC-bajnokok ligája győztese          | 2023. május 27.            | 11 (2006, 2009, 2011, 2012, 2013, 2014, 2015, 2016, 2017, 2022) |
| el-Áttihád                       | AFC (házigazda)            | A 2022–2023-as szaúd-arábiai bajnokság győztese | 2023. május 27.            | 2 (2005)                                                        |

Jegyzetek
1. ↑  Az Urava Red Diamonds 2023. február 26-án kvalifikáltak, mikor az el-Hilál SFC lett a csapat ellenfele a döntőben. Ha a házigazda ország csapata nyerte volna meg az AFC-bajnokok ligáját, akkor a japán csapatot meghívták volna helyette, hiszen a házigazda alapvetően is kap egy helyet a klubvilágbajnokságon. Az Urava Red Diamonds végül BL-győztes lett 2023. május 6-án.

## Helyszínek
| Dzsidda                              | Dzsidda                              |
| ------------------------------------ | ------------------------------------ |
| el-Mlik Abd-Állah Sportváros Stadion | el-Ámír Abd-Állah el-Faíszal Stadion |
| Befogadóképesség: 62 345             | Befogadóképesség: 27 000             |
|                                      |                                      |

## Mérkőzések

### Első forduló
| 2023. december 12. |

| el-Áttihád | 3–0 | Auckland City |
| ---------- | --- | ------------- |
|            |     |               |

| el-Mlik Abd-Állah Sportváros Stadion, Dzsidda |

### Második forduló
| 2023. december 15. 17:30 |

| Club León | 0–1               | Urava Red Diamonds |
| --------- | ----------------- | ------------------ |
|           | (0–0) Jegyzőkönyv | Schalk 78'         |

| el-Ámír Abd-Állah el-Faíszal Stadion, Dzsidda Nézőszám: 2 525 Játékvezető: Jean-Jacques Ndala (kongói) |

| 2023. december 15. 21:00 |

| el-Ahlí | 3–1               | el-Áttihád |
| ------- | ----------------- | ---------- |
|         | (1–0) Jegyzőkönyv |            |

| el-Mlik Abd-Állah Sportváros Stadion, Dzsidda Nézőszám: 56 111 Játékvezető: Jesús Valenzuela (venezuelai) |

### Elődöntő
| 2023. december |

| Fluminense                       | 2–0               | el-Ahlí |
| -------------------------------- | ----------------- | ------- |
| Arias 71' (11-esből) Kennedy 90' | (0–0) Jegyzőkönyv |         |

| el-Mlik Abd-Állah Sportváros Stadion, Dzsidda Nézőszám: 34 986 Játékvezető: Szymon Marciniak (lengyel) |

| 2023. december |

| Urava Red Diamonds | 0–3               | Manchester City                               |
| ------------------ | ----------------- | --------------------------------------------- |
|                    | (0–1) Jegyzőkönyv | Høibråten 45+1' (öngól) Kovačić 52' Silva 59' |

| el-Mlik Abd-Állah Sportváros Stadion, Dzsidda Nézőszám: 40 127 |

### Bronzmérkőzés
| 2023. december 22. 17:30 |

| Urava Red Diamonds              | 2-4               | el-Ahlí                                             |
| ------------------------------- | ----------------- | --------------------------------------------------- |
| Kanté 43' Scholz 54' (11-esből) | (1-2) Jegyzőkönyv | Ibrahím 19' Tau 25' Koizumi 60' (öngól) Malúl 90+8' |

| el-Ámír Abd-Állah el-Faíszal Stadion, Dzsidda Nézőszám: 10 290 Játékvezető: Tori Penso (amerikai) |

### Döntő
| 2023. december 22. 21:00 |

| Manchester City                           | 4–0               | Fluminense |
| ----------------------------------------- | ----------------- | ---------- |
| Álvarez 1' 88' Nino 27' (öngól) Foden 72' | (2–0) Jegyzőkönyv |            |

| el-Mlik Abd-Állah Sportváros Stadion, Dzsidda Nézőszám: 52 601 Játékvezető: Szymon Marciniak (lengyel) |